# Mélodie Nakachian
 (août 2017).
Si vous disposez d'ouvrages ou d'articles de référence ou si vous connaissez des sites web de qualité traitant du thème abordé ici, merci de compléter l'article en donnant les références utiles à sa vérifiabilité et en les liant à la section « Notes et références ».
Mélodie Nakachian, née le 4 janvier 1982 à Las Vegas, est la fille d'un riche homme d'affaires libanais, Raymond Nakachian, et de la chanteuse sud-coréenne Kimera.

## Biographie

### Enlèvement
Le 9 novembre 1987, alors qu'elle se rend à l'école en voiture, conduite par un membre de sa famille, la petite Mélodie est enlevée par deux hommes armés qui immobilisent le véhicule et l'en extraient de force.
Immédiatement, la police d'Estepona, ville espagnole où vit la famille Nakachian, est prévenue. Ce n'est qu'au bout de trois jours que le père reçoit l'appel d'un certain Oscar, exigeant 13 millions de dollars en billets de 100, en échange de sa fille. Oscar parle en espagnol mais commet une erreur de langage qui laisse deviner qu'il est français.
Cette somme record équivaut en 1987 à 85 millions de francs français. La famille se déclare immédiatement incapable de rassembler une telle somme : aucune banque en Espagne ne peut délivrer ce montant en liquide qui occuperait un volume de 8 mètres-cubes[réf. souhaitée].

### Détention
Pendant onze jours, la villa familiale est assiégée de policiers et de journalistes qui suivent les négociations du père qui parvient à réduire le montant de la rançon à 4 millions puis à 1 million de dollars. La famille exigeant des preuves de vie, les ravisseurs lui envoient des photos de la fillette tenant le journal du jour, ainsi qu'une mèche de cheveux et une cassette où Mélodie supplie son père de payer pour qu'elle ne meure pas. Sur les conseils de Guy Lux, ami de la famille, Kimera lance des appels désespérés sur les chaînes télévisées d'Europe dans le but d'émouvoir les ravisseurs, et éventuellement les membres de leur famille ou amis qui pourraient être au courant de cette affaire. Dans son message, en français, elle supplie les ravisseurs qu'ils lui rendent sa fille et qu'ils ne la maltraitent pas, quels que soient leurs griefs à l'égard de Raymond Nakachian. Immédiatement, la presse conclut que la famille connaît les ravisseurs.
Quelques heures avant l'ultimatum fixé par les ravisseurs, qui ont déclaré avoir cessé de nourrir Mélodie, le désespoir des parents est tel que Raymond Nakachian, incapable de rassembler cette somme, annonce aux ravisseurs qu'il leur « donne » sa fille en suppliant qu'on ne lui fasse pas de mal. C'est une tentative d'émouvoir les ravisseurs, opération de la dernière chance.
Sur la Costa del Sol, des soutiens à la famille se manifestent, à travers des dons, des messes et des défilés où l'on dresse des pancartes demandant la libération de Mélodie. À la demande de Kimera, des radiesthésistes, voyants et astrologues sont sollicités.

### Libération
Le dénouement de cet enlèvement est aussi burlesque que miraculeux : un homme perd son portefeuille en faisant son jogging et une passante le rapporte au commissariat ; il contient le brouillon de la lettre d'enlèvement et l'endroit où est détenu la fillette, ainsi que les coordonnées des complices. Au bout de onze jours de captivité, après un assaut nocturne dans la ville voisine de Torreguadiaro où un geôlier est grièvement blessé, la fillette est rendue saine et sauve par la police espagnole à ses parents. 
La plupart des membres du rapt (peut-être treize) sont retrouvés et condamnés par la justice. Parmi eux, des Français, dont Jean-Louis Camerini à la tête du gang et Alain Coelier, des bandits notoires, Jean-Pierre et Nadine Santoul, parents d'une amie de classe de Mélodie, qui ont cyniquement réconforté les parents lors de la séquestration, dans le but de transmettre des informations aux ravisseurs. 
Les messages reçus par la famille montrent que les ravisseurs projetaient d'enlever Mélodie ainsi que son petit frère, Amir ; mais ce dernier, alors âgé de 3 ans, n'avait pas voulu se rendre à l'école ce jour-là.
Selon la police, le montant de la rançon était principalement destiné à alimenter un trafic d'armes.
Après le rapt, Mélodie enregistre une chanson avec sa mère, « Mother », écrite par son père et composée par Franck Pourcel.
Au cours d'interviews dans la presse écrite,  Kimera donne des nouvelles de sa fille. Mélodie se remet de son traumatisme, suit un cursus de sciences à l'université Saint-Louis, de Madrid, puis est psychologue pour enfants aux États-Unis.